# Batalla de Yehuling
La Batalla de Yehuling, literalmente la Batalla de la Cumbre del Zorro Salvaje, fue una importante batalla decisiva librada entre el Imperio mongol y la dinastía Jin liderada por los yurchen durante la primera etapa de la conquista mongola de la dinastía Jin. La batalla se libró entre agosto y octubre del 1211 en Yehuling (野狐嶺; lit. «La cumbre del zorro salvaje»), que se encuentra localizado al noroccidente del actual distrito de Wanquan, en Zhangjiakou, provincia de Hebei. La batalla concluyó con una victoria aplastante de los mongoles que les permitió invadir y conquistar la parte norte de las tierras de los jin. Asimismo, aceleró el debilitamiento y la declive de la dinastía Jin.

## Contexto
En 1206, Temüjin había unido a todas las tribus de Mongolia bajo su mandato y recibió el título de «Gengis Kan». La dinastía Jin, liderada por los yurchen, en el norte de China, se había convertido en un gran obstáculo para la búsqueda de la dominación mundial del Imperio Mongol. En el pasado, la dinastía Jin había adoptado una estrategia de «divide y vencerás» para separar a las diversas tribus mongolas y mantenerlas bajo control. No obstante, tras notar que esta estrategia ya no funcionaba, empezaron a prepararse activamente para la guerra con el objetivo de eliminar la amenaza mongola en una sola campaña. A partir del reinado del emperador Zhangzong, la dinastía Jin había construido una línea de defensas estructurales de unos 300 kilómetros de longitud a lo largo de su frontera norte; esta línea a veces se conoce liberalmente como la «Gran Muralla de la dinastía Jin».
Antes, en 1204, Gengis Kan había sometido a los ongud, una tribu mongola que ayudaba a la dinastía Jin a proteger su frontera norte. De manera simultánea, Gengis Kan también estableció una alianza con los ongud al casar a su hija con el hijo del jefe de los ongud. Los mongoles controlaban el área al norte de las montañas Yin y empezaron a acumular recursos en preparación para una campaña militar contra la dinastía Jin. Además, los mongoles también habían estado atrayendo e induciendo activamente a algunos yurchen a que desertaran o se rindieran. El emperador Jin Xingsheng subestimó la amenaza mongola y había ido descuidando gradualmente las defensas contra los mongoles. También tenía la errada creencia de que la dinastía Jin era mucho más poderosa que los mongoles.
En 1210, Gengis Kan insultó al emperador Xingsheng de Jin al afirmar públicamente que era éste era un cobarde y no era apto para ser un líder. También añadió que: «El emperador debería ser un hombre del cielo como yo». Cuando el emperador Jin se enteró de esto, se enfureció tanto que ejecutó al embajador mongol. Las tensiones entre los mongoles y la dinastía Jin fueron en aumento. En marzo de 1211, los mongoles reunieron 100.000 soldados para una campaña contra la dinastía Jin, dejando apenas unos 2.000 hombres atrás para proteger su base en Mongolia. Esto significaba que más del 90% de las fuerzas mongolas habían sido movilizadas para la campaña. Antes de partir, Gengis Kan oró a la deidad celestial Tengri a lo largo del río Kherlen para que bendijera a los mongoles con la victoria, e hizo un voto simbólico de vengar a su antepasado, Ambaghai, que había sido crucificado en 1146 por orden del emperador Xizong de la dinastía Jin.

## Preludio
El ejército mongol a caballo comandado por Gengis Kan, con sus preparativos para la guerra ya completos, aceleró la marcha hacia la Gran Muralla para finales de marzo de 1211, siendo ésta la frontera entre el Imperio Mongol y la China Jin, finalmente dando inicio a la guerra de conquista mongola contra los Jin. La Gran Muralla, reforzada por numerosos castillos y torres, era defendida por cerca de un millón de soldados imperiales Jin, organizados en 800.000 infantes y 150.000 jinetes de élite que el emperador Xingsheng había enviado anteriormente como medida defensiva para contrarrestar la amenaza mongola. El general Jin Wanyan Chenyu, enviado por el emperador Jin bajo órdenes directas de detener y, de ser posible, aplastar la incursión mongola, era quien lideraba al ejército Jin en la Gran Muralla.
Si bien el ejército imperial de Jin superaba en número a las fuerzas invasoras mongolas casi en diez veces, Wanyan Chenyu ordenó que se extendieran a lo largo de toda la Muralla en un intento de bloquear el acceso de los mongoles, lo que significó que en cualquier lugar en particular varias secciones y murallas del muro tenían solo algunos defensores sobre ellos. La Muralla en sí no es una muralla defensiva continua, sino un sistema de fortificaciones con muchos muros no conectados entre sí, pero que eran apoyados y reforzados por castillos y fortalezas. Este es un hecho que Gengis Kan reconocía, y por tanto envió exploradores a que vigilaran gran parte del Muralla antes de enviar a sus fuerzas. Habiendo obtenido inteligencia de sus exploradores, notó que la parte menos defendida del sistema defensivo de la Muralla estaba en la Fortaleza de Wusha, que conduce a una cresta desértica llamada Yehuling, habitada por zorros salvajes, de ahí que el nombre del área en chino signifique literalmente la «Cresta del zorro salvaje». La cresta de Yehuling se encuentra al noroccidente del paso Juyong, que era la puerta de entrada a la capital Jin en Zhongdu (中都, literalmente «capital central»; actual Pekín); también fue en la llanura a los pies de la cresta que la fuerza principal del ejército Jin, que sumaba 400.000 soldados, estaba acampada.

## Campaña
La batalla se libró en tres etapas entre los meses de marzo y octubre de 1211, tan pronto como el ejército mongol atravesó la Gran Muralla con escasa oposición.

### Batalla de la fortaleza de Wusha
El canciller Jin, Duji Sizhong (獨吉思忠), lideró el grueso del ejército Jin a la línea del frente noroccidental. El ejército Jin no pudo igualar el número de jinetes mongoles y tenía apenas entre 30.000 y 50.000 soldados. El canciller envió tropas para reforzar las defensas a lo largo de la Gran Muralla de la dinastía Jin y evitar que los mongoles avanzaran hacia el sur. Gengis Kan dio órdenes a su tercer hijo, Ögodei, de comandar un ejército separado para que atacara la capital occidental de Jin, Xijing (西京; actual Datong, provincia de Shanxi), y bloqueara los refuerzos enemigos. El Kan mismo lideró al principal ejército mongol en su ataque a la fortaleza de Wusha (烏沙堡) y la captura del campamento de Wuyue (烏月營), destruyendo así las líneas de defensa del ejército Jin. Duji Sizhong murió en la batalla y la mayor parte del ejército Jin fue aniquilado. Esta batalla tuvo lugar entre marzo y finales de junio de 1211. Tras ella, los mongoles descansaron durante aproximadamente un mes antes de avanzar hacia Yehuling y enviar un embajador a reunirse con la corte imperial Jin.

### Batalla de Yehuling y Huan'erzui
Wanyan Chengyu (完顏承裕), quien sucedió a Duji Sizhong como canciller, fue puesto al mando del ejército Jin. Chengyu ordenó a sus hombres abandonar las tres ciudades de Hengzhou (恆州; en la actual Banderola de Zhenglan, Mongolia Interior), Changzhou (昌州; al norte de la actual ciudad de Jiuliancheng, condado de Guyuan, Hebei) y Fuzhou (撫州; actual condado de Zhangbei, Hebei), y avanzar hacia Yehuling. Su objetivo era hacer uso del terreno montañoso en Yehuling para obstruir la caballería mongola.
El terreno montañoso fue un desafío para la caballería de Mongolia. Con todo, también era un área en la que era difícil luchar para las fuerzas más numerosas de los Jin. Las vastas tropas Jin estaban dispersas entre las montañas y los pasos estrechos del valle. El terreno difícil y las largas distancias dificultaban la comunicación y la coordinación de las tropas. Esto habría de resultar fatal para las tropas Jin, cuando los mongoles ejecutaron un ataque enfocado y concentrado.
La corte imperial Jin envió a Shimo Ming'an (石抹明安), un funcionario de ascendencia kitán, a reunirse con Gengis Kan e iniciar negociaciones de paz. No obstante, Gengis Kan logró convencer a Shimo Ming'an de rendirse y desertar a su bando. Shimo Ming'an incluso brindó a los mongoles inteligencia militar sobre el ejército Jin.
Gengis Kan envió a su general Muqali para liderar la Unidad Balu (八魯營) lanzando una carga de caballería sorpresa contra el enemigo a través de un paso en Huan'erzui (獾兒嘴; lit. «Boca de tejón»). Antes de la batalla, Muqali le prometió a Gengis Kan: «¡No regresaré con vida si no he derrotado al ejército Jin!». La moral del ejército mongol se elevó. Debido al terreno montañoso, los mongoles no pudieron desplegar su caballería superior al máximo, por lo que desmontaron y lucharon a pie. Con la moral alta, los mongoles derrotaron a las fuerzas centrales Jin y se abrieron paso hacia el campamento principal de Wanyan Chengyu. A raíz de las malas comunicaciones, las tropas Jin en los costados fueron incapaces de reforzar las posiciones centrales Jin.
Eventualmente, el ejército Jin se desorganizó, perdió la moral y comenzó a desmoronarse. El comandante de campo del ejército Jin, Wanyan Jiujin (完顏九斤), murió en batalla. Con el colapso de las tropas centrales Jin, las demás tropas Jin cercanas pronto se encaminaron y siguió una masacre. El ejército Jin entero fue destruido, dejando cadáveres por más de ciento cincuenta kilómetros. Esta batalla tuvo lugar en agosto de 1211.

### Batalla de la fortaleza de Huihe
Wanyan Chengyu logró reunir a las tropas Jin dispersas tras las Batallas de Huan'erzui y Yehuling y las concentró en la Fortaleza de Huihe (澮河堡). No obstante, fueron atacados por las tropas mongolas que los perseguían, alrededor de octubre de 1211. Los mongoles rápidamente rodearon a las tropas Jin y las enfrentaron en una feroz batalla durante tres días. Gengis Kan luego comandó personalmente a 3.000 jinetes en una carga de caballería hacia el enemigo mientras las tropas mongolas restantes lo seguían. El ejército Jin fue destruido en su totalidad, mientras que Wanyan Chengyu apenas escapó con vida. Wanyan Chengyu fue sustituido por Tushan Yi (徒單鎰) como canciller.

## Consecuencias
Tras la batalla, el emperador Xingsheng de Jin fue asesinado en la capital central, Zhongdu (中都; actual Pekín), por uno de sus generales, Hushahu (胡沙虎), quien luego asumió el control de la ciudad. Los mongoles presionaron y sitiaron Zhongdu durante unos cuatro años. Durante el asedio, los residentes de Zhongdu se vieron obligados a recurrir al canibalismo para sobrevivir, antes de decidir finalmente rendirse. Los mongoles permitieron que la dinastía Jin mantuviera control sobre Zhongdu, pero los obligaron a pagar un tributo de 500 hombres, 500 mujeres y 3.000 caballos. En el verano de 1212, el emperador Xuanzong de Jin abandonó la ciudad y trasladó la capital a Bianjing (actualmente Kaifeng, Henan) en el sur. Esta muestra de debilidad y miedo solo alentó a los mongoles a continuar su ataque para conquistar el resto de Jin.
Las tropas de la dinastía Jin fueron derrotadas en detalle en la Campaña de Yehuling. Aproximadamente diez ciudades Jin fueron saqueadas por los mongoles. Si bien la dinastía Jin logró retener el poder durante las dos décadas siguientes, su núcleo se debilitó gravemente. A pesar de la derrota, la dinastía Jin priorizó la conquista de la dinastía Song en el sur de China por sobre la defensa de sus propias fronteras contra futuras incursiones e invasiones mongolas. Esto llevó a una creciente enemistad entre la dinastía Song del Sur y la dinastía Jin. Eventualmente, la dinastía Song del Sur se alió con los mongoles contra la dinastía Jin y esta última fue destruida en 1234.